# We Are One (Ole Ola)
«We Are One (Ole Ola)» — пісня, записана американським репером Pitbull для альбому «One Love, One Rhythm — The 2014 FIFA World Cup Official Album». У пісні присутні вокали Дженніфер Лопес і бразильської співачки Клаудії Лейтте.
23 січня 2014 ФІФА і  Sony Music оголосили «We Are One (Ole Ola)» офіційною піснею чемпіонату світу.
Пісня отримала негативні відгуки від бразильців і футбольних уболівальників, зокрема через недостатнє використання бразильської та футбольної тематики в пісні.